# Svartir sandar
Svartir sandar è il quarto album in studio del gruppo post-metal islandese Sólstafir, pubblicato nel 2011.

## Tracce

### Disco 1 (Andvari)
1. Ljós í stormi – 11:35
2. Fjara – 6:44
3. Þín orð – 6:13
4. Sjúki skugginn – 5:07
5. Æra – 5:02
6. Kukl – 5:08

### Disco 2 (Gola)
1. Melrakkablús – 9:58
2. Draumfari – 3:40
3. Stinningskaldi – 1:15
4. Stormfari – 3:37
5. Svartir sandar – 8:22
6. Djákninn – 10:51